# Gustavo Yacamán
Gustavo „El Tigrillo” Yacamán Aristizabal (ur. 25 lutego 1991 w Cali) – kolumbijski kierowca wyścigowy.

## Kariera
Yacamán rozpoczął karierę w międzynarodowych wyścigach samochodowych w 2006 roku od startów w TC 2000 Colombia, Master Junior Formula i Hiszpańskiej Formule 3. W serii kolumbijskiej i w Master Junior Formula był czwarty, a w Hiszpanii został sklasyfikowany na ósmej pozycji w końcowej klasyfikacji kierowców. W późniejszych latach Kolumbijczyk pojawiał się także w stawce Indy Lights, 6 Hours of Bogota, Grand American Rolex Series, TC Junior Colombia, Shell Helix TC 2.000 Colombia, FIA World Endurance Championship, European Le Mans Series, United SportsCar Championship i w stawce 24-godzinnego wyścigu Le Mans.

## Wyniki w 24h Le Mans
| Rok  | Zespół         | Partnerzy                    | Samochód            | Klasa | Okr. | Poz. | Klasa Pos. |
| ---- | -------------- | ---------------------------- | ------------------- | ----- | ---- | ---- | ---------- |
| 2015 | G-Drive Racing | Ricardo González Pipo Derani | Ligier JS P2-Nissan | LMP2  | 354  | 12   | 4          |